# Sumbawa (jezik)
Sumbawa jezik (ISO 639-3: smw; semawa, sumbawarese), austronezijski jezik skupine bali-sasak, kojim govori 300 000 ljudi (1989) na zapadu otoka Sumbawa u Indoneziji (Mali sundski otoci).
Najbliži je sasačkom [sas] jeziku s kojim čini podskupinu sasak-sumbawa

## Vanjske poveznice
- Ethnologue (14th)
- Ethnologue (15th)